# 蒼白柔麗鯛
蒼白柔麗鯛，為輻鰭魚綱鱸形目隆頭魚亞目慈鯛科的其中一種，分布於非洲馬拉威湖莫三比克岸的流域，棲息深度49-61公尺，體長可達7.8公分，棲息在底中層水域，生活習性不明。

## 擴展閱讀
維基物種上的相關：蒼白柔麗鯛